# Thô Anothaï

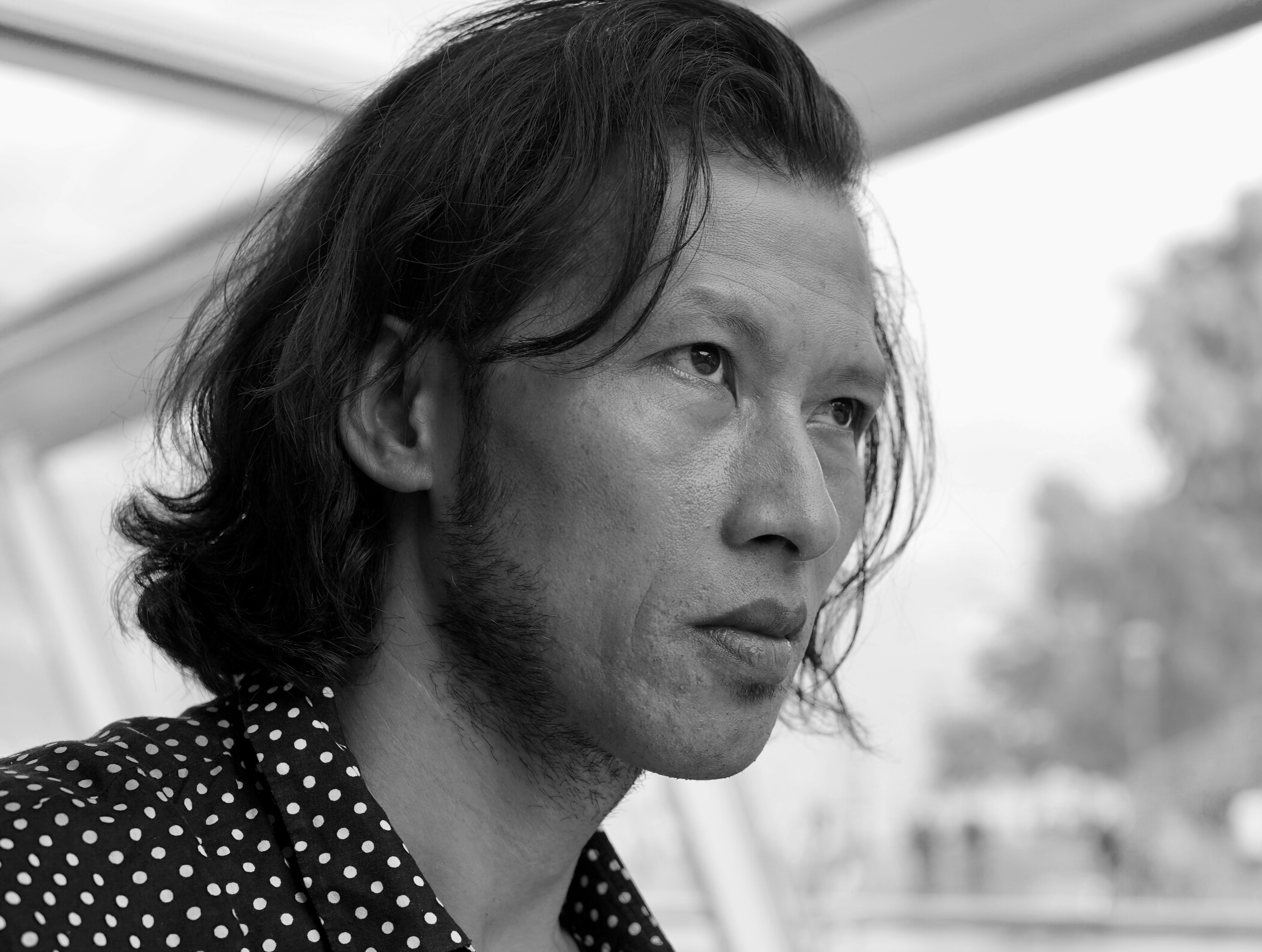
Thô Anothaï

Thô Anothaï, né le 19 mars 1980 à Vientiane d’origine laotienne, est un danseur, chorégraphe et professeur de danse hip-hop. 
Il est l’actuel directeur de la compagnie Anothaï fondée en 2007, située à Annecy. Anothaï signifie « coucher de soleil » en thaï.

## Biographie
Thô Anothaï découvre la danse hip-hop en 1993 à l'âge de 13 ans à Bonneville (Haute-Savoie). Danseur autodidacte, il commence à participer à des battles de hip-hop. En 2000, il est recruté par la compagnie Alexandra N'possee, basée à Chambéry, où il interprète plusieurs pièces et commence à dispenser des cours de danse et des stages. En 2004, il rejoint la compagnie Accrorap soutenue par le Centre chorégraphique national de La Rochelle (CCN), dirigé par Kader Attou. En 2007, il crée sa compagnie Anothaï. Il travaille tout d'abord en collaboration avec l'association La Barkett puis avec une nouvelle équipe à partir de 2009. 

## Principales représentations chorégraphiques

### Interprétations
- 2000 : Traces, compagnie Alexandra N'possee
- 2001 : Kited, compagnie Alexandra N'possee
- 2002 : Azimut, compagnie Alexandra N'possee
- 2003 : Né pour l'autre, compagnie Alexandra N'possee
- 2006 : Just dream, sous la direction de Thierry Verger et Ira Kodiche
- 2007 : Identité, compagnie Anothaï
- 2007 : Petite histoires.com, compagnie Accrorap
- 2008 : Libre Art'Bitre, compagnie Anothaï
- 2009 : Fang Lao, compagnie A'Corps et compagnie Kham
- 2010 : Nuage, compagnie Anothaï[5]
- 2011 : Tête d'affiche, compagnie Malka
- 2013 : Ikoto Place to be, compagnie Anothaï
- 2014 : Ô, compagnie Anothaï[6],[7]
- 2015 : Performance, compagnie Gambit

### Créations
- 2007 : Identité, compagnie Anothaï
- 2008 : Libre Art'bitre, compagnie Anothaï
- 2010 : Nuage, compagnie Anothaï
- 2013 : Ikoto-Place to be, compagnie Anothaï
- 2014 : Ô, compagnie Anothaï
- 2016 : Volt, compagnie Anothaï
- 2018 : Mékong, compagnie Anothaï
- 2020 : Ice Mémory, compagnie Anothaï
- 2023 : Ikebana, compagnie Anothaï

## Prix et distinctions
- Vainqueur de la Battle Tour 98 à Lyon[8]
- Finaliste de la Total Session à Grenoble[8]
- 1/2 finale hip-hop Connection 5 en Italie[8]